# Macrophya alboannulata

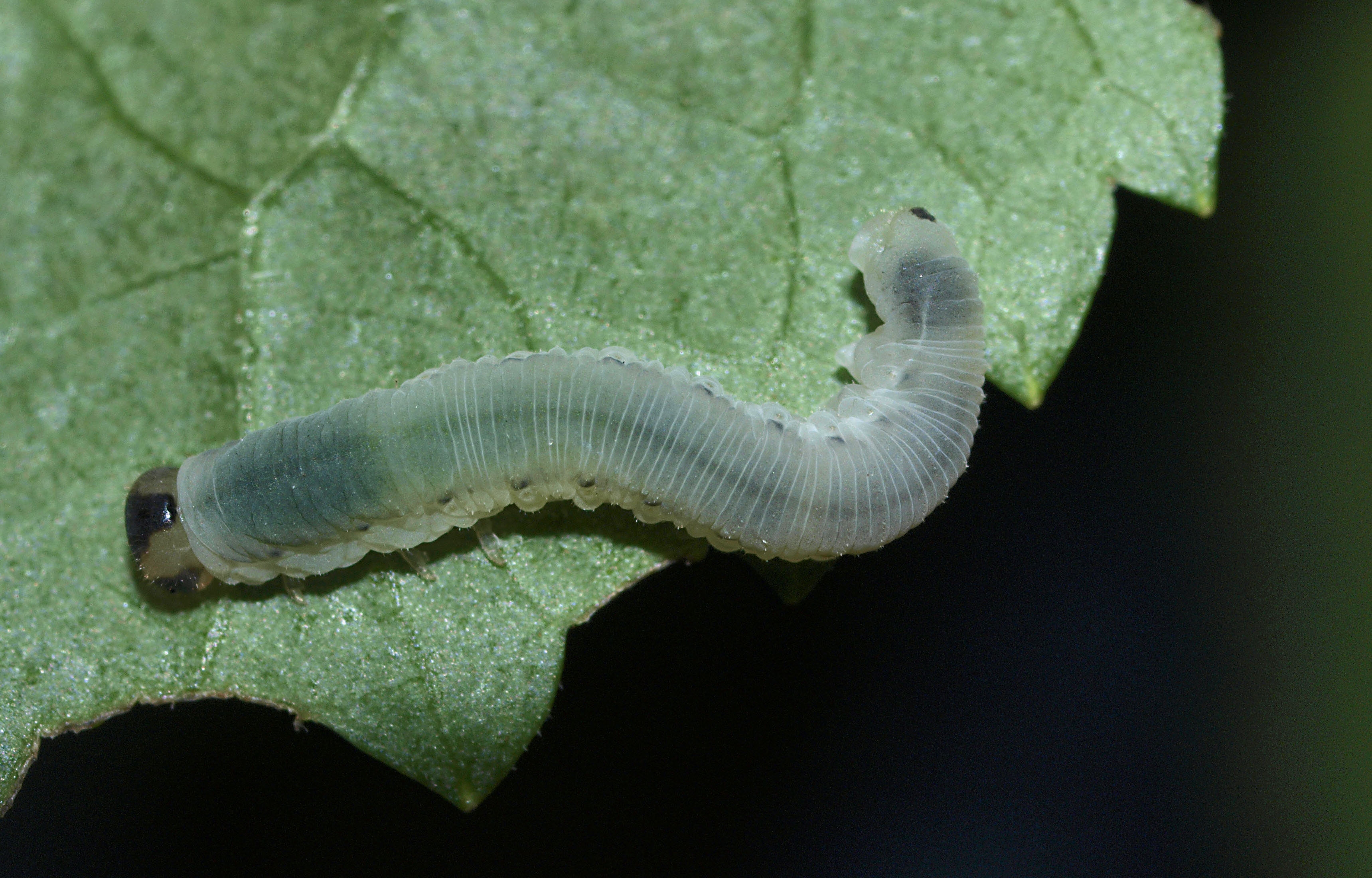
Larve von Macrophya alboannulata

Macrophya (Macrophya) alboannulata ist eine Pflanzenwespe aus der Familie der Echten Blattwespen (Tenthredinidae).

## Merkmale
Die Art erreicht eine Körperlänge von 9 bis 11 Millimetern. Die schwarzen Blattwespen besitzen eine markante cremefarbene Musterung der Beine. Über den vorderen Teil des Hinterleibs verläuft ein schmales weißes Band. Die Pflanzenwespen besitzen zwei kleine cremefarbene Flecke im hinteren oberen Bereich des Kopfes. Außerdem verlaufen an den Seiten des Thorax cremefarbene Randstriche. Im hinteren Bereich des Thorax befinden sich meist zwei kleinere cremefarbene Flecke. Es gibt sehr ähnliche Arten innerhalb der Gattung Macrophya.

## Verbreitung
Die Art ist in Europa weit verbreitet. Sie kommt auch auf den Britischen Inseln vor. Auf der Iberischen Halbinsel fehlt die Art. In Asien reicht ihr Verbreitungsgebiet über den Mittleren Osten (Iran) bis nach China.

## Lebensweise
Die Blattwespen fliegen von Mitte April bis Juli. Man findet sie meist an Waldrändern. Die Larven fressen an den Blättern verschiedener Holunder-Arten, insbesondere an Schwarzem Holunder (Sambucus nigra).